# أنطونيو فرينش
أنطونيو فرينش (بالإنجليزية: Antonio French)‏ هو سياسي أمريكي، ولد في 16 أكتوبر 1977 في سانت لويس في الولايات المتحدة.